# Répertoire du cor

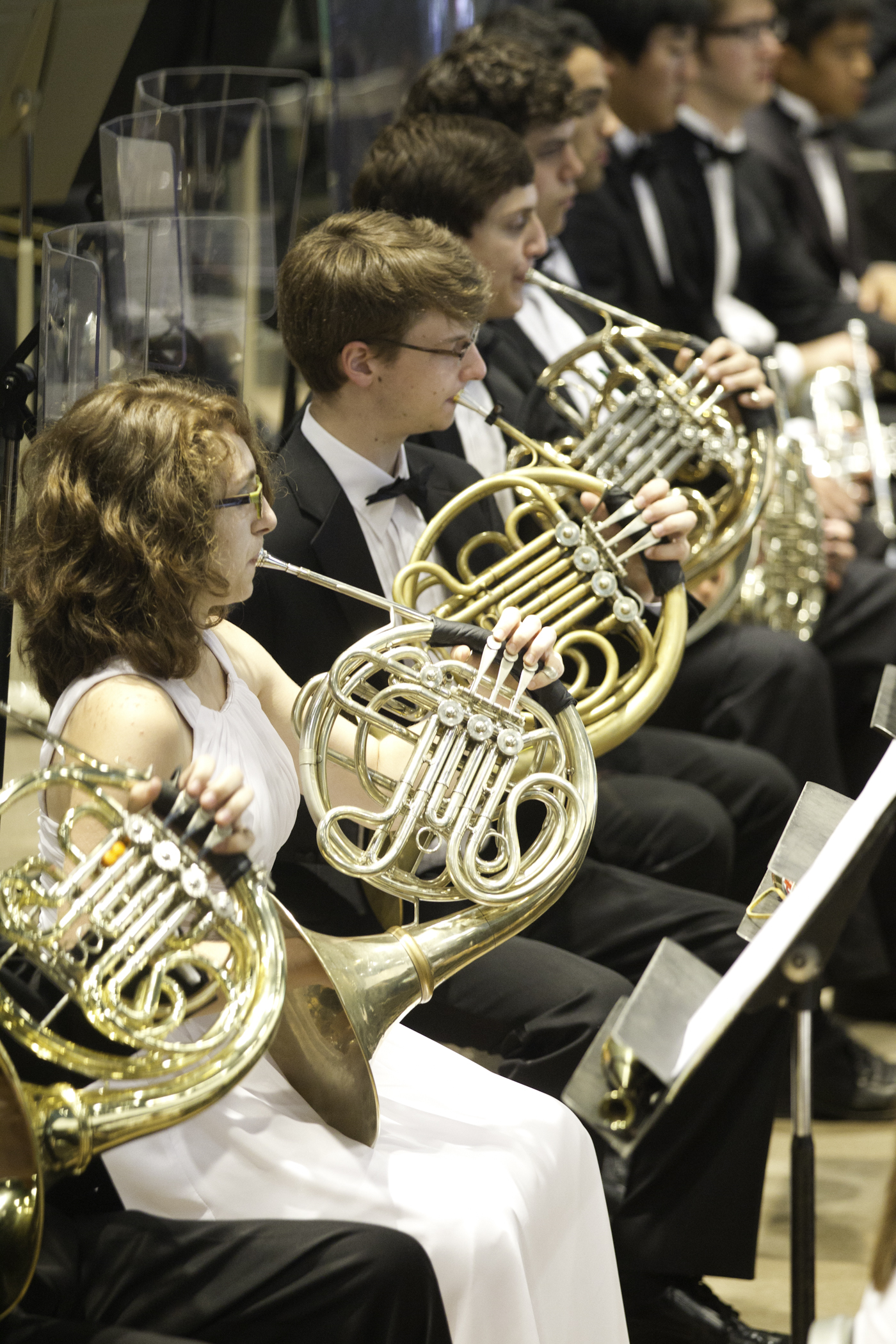
Pupitre de cors dans un orchestre.

Le répertoire du cor, souvent très méconnu du public, est très riche et varié. Le cor a fasciné de nombreux compositeurs de la musique baroque à la musique contemporaine. Citons Brahms et Charles Koechlin (qui en jouaient), Schumann, Wagner, Richard Strauss (fils de corniste). Concernant l'emploi du cor dans la musique, voici les formations habituelles :
- Dans certains ensembles baroques : le plus souvent 2 cors, parfois 4 cors.
- Dans les orchestres symphoniques : de 2 cors pour la période classique, jusqu'à 8 cors pour les derniers symphonistes germaniques.
- Dans les orchestres de chambre : 1 à 2 cors, voire 4 (par exemple la sérénade Gran Partita de Mozart)
- Dans les ensembles de vent :
  - quintette et sextuor : 1 cor
  - octuor : 2 cors
- Dans les ensembles de cuivres :
  - Trio : trompette, cor, trombone
  - Quintette : 2 trompettes, cor, trombone, tuba
- Dans les trios romantiques : cor, piano, violon

Voici une liste d'œuvres écrites pour le cor ou comprenant une partie importante de cor, classée par genre, par période musicale et par compositeur.

## Cor seul
- Jean-Louis Agobet

Cobalt (2005)
- David Amram

Blues and Variations for Monk
- Hans Erich Apostel

Sonatine, op. 39b (1964)
- Malcolm Arnold

Fantasy, op. 88 (1966)
- Georges Barboteu

Fa7
- Hermann Baumann

Élégie pour cor naturel
- Jean-Thierry Boisseau

Clair-Obscur (2005)
- Eugène Bozza

Graphismes (1975)
- Vitali Bouyanovski

Première sonate
Deuxième sonate
Espagne (1976)
- Gian Paolo Chiti

Bagatelle (2005)
- Carson Cooman

Turning Sunwards (2005)
- Peter Maxwell Davies

Sea Eagle
- Stephen Dodgson

Cor Leonis (1990)
- Jean-Louis Florentz

Lune de sang (1983)
- Robin Holloway

First Partita, op. 62
Second Partita, op. 62
- Juan José Llimerá

Diàleg (1998)
- Bernhard Krol

Laudatio
- Max Méreaux

Hymne
- Olivier Messiaen

Le Tombeau de Jean-Pierre Guézec (1971)
- Werner Pirchner

Feld-, Wald- und Wiesen-Soli, PWV 53 (1991)
- Osmo Tapio Räihälä

Soliloque 2: La tornade (2012)
Concerto (2013)
- Esa-Pekka Salonen

Concert-étude
- Christophe Sturzenegger

Râ dieu solaire
- Antoine Tisné

Monodie V pour Un Espace Sacré (1992)
- Kerry Turner

Characters (1985)

## Musique de chambre

### Baroque
- Georg Philipp Telemann

Tafelmusik pour 2 cors, cordes et basse continue
Menuet en do majeur pour 2 cors
Concerto pour cor, violon et basse continue
Concerto à trois pour cor, flûte et basse continue
Quatuor en ré majeur pour 2 violons, cor et basse continue
Quatuor en fa majeur pour violon, cor, violoncelle et basse continue
Quintette en ré majeur pour 2 hautbois d'amour, 2 cors et basse continue
Quintette en ré majeur pour 2 hautbois, 2 cors et basse continue
Quintette en fa majeur pour 2 cors, 2 violons et basse continue
Quintette en fa majeur pour 2 hautbois / violons, 2 cors et basson
Quintettes en fa majeur pour 2 hautbois, 2 cors et basson
Quintette en fa majeur pour 2 hautbois, 2 cors et basse continue
Quintette en fa majeur pour 2 hautbois d'amour, 2 cors et basse continue
Divertimento en mi bémol majeur pour 2 cors, 2 flûtes traversières, cordes et basse continue
Marche en fa majeur pour 2 cors, 3 hautbois et basson
Fanfare en ré majeur pour cor, 2 flûtes, 2 violons, alto et basse continue
Concerto en ré majeur pour cor, cordes et basse continue
Concertos en ré majeur pour 2 cors, cordes et basse continue
Concerto en ré majeur pour 2 violons, 2 cors, cordes et basse continue
Concerto en mi bémol majeur pour 2 cors, cordes et basse continue
Concertos en fa majeur pour 2 cors, cordes et basse continue
Concerto en ré majeur pour 3 cors et violon, cordes et basse continue
Concerto en fa majeur pour 2 cors, violon, flûte à bec, hautbois et violoncelle, cordes et basse continue
Ouverture en ré majeur pour 2 cors ad lib, cordes et basse continue
Ouverture en ré majeur pour 2 cors, cordes et basse continue
Ouverture en ré majeur pour 2 cors et 2 hautbois, cordes et basse continue pour Mo. le Landgrave Louis VIII d'Hessen-Darmstadt
Ouverture en ré majeur pour 2 cors, 2 hautbois et basson
Ouverture en mi bémol majeur pour 2 cors ad lib, cordes et basse continue
Ouverture en fa majeur pour 2 cors ad lib, cordes et basse continue
Ouverture en fa majeur pour 2 cors, 2 hautbois et basson, cordes et basse continue
Ouverture en fa majeur pour 2 cors, 2 violons et basse continue
Ouverture en fa majeur pour 2 cors, 2 hautbois / violons et basson
Ouvertures en fa majeur pour 2 cors, 2 hautbois et basson
Ouverture en fa majeur pour 4 cors, 2 hautbois, 2 violons et basse continue
Ouverture en fa majeur pour 2 cors, cordes et basse continue
Suite en fa majeur pour 2 cors, 2 hautbois et basson
Ouverture en fa majeur pour 2 cors, 2 hautbois d'amour et basson
Ouverture en sol mineur pour 2 cors ad lib, cordes et basse continue "La Musette"
Ouverture en la majeur pour 2 cors ad lib, cordes et basse continue
Ouverture en la mineur pour 2 cors ad lib, cordes et basse continue
- Antonio Vivaldi

Concerto en fa majeur pour 2 cors, cordes et basse continue RV 538

### Classique
- Ludwig van Beethoven

Quintette pour piano, hautbois, clarinette, cor et basson, op. 16 (1796)
Sonate pour cor et piano en fa majeur, op. 17
Sextuor en mi♭ majeur pour 2 cors et cordes, op. 81b
Septuor pour violon, alto, violoncelle, contrebasse, clarinette, cor et basson, op. 20 (1799)
- Luigi Belloli

Sonate en mi  majeur pour cor naturel et harpe
- Carl Czerny

Trio I, op. 105 en mi  pour cor, violon et piano
- Louis François Dauprat

Air Écossais pour cor et harpe, op. 22
Duos pour cors
Quintette n° 1 en fa majeur pour cor et quatuor à cordes
Grand Sextuor pour cors
Sonate en fa majeur, op. 2
Sonate en fa pour cor et harpe
Grand Trio pour cors n° 1
Grand Trio pour cors n° 2, op. 4
Grand Trio pour cors n° 3, op. 4
- Jan Ladislav Dussek

Nocturne op. 68 pour cor, violon et piano
- Michael Haydn

Divertimento pour clarinette, cor, violon, alto et basson en mi , P 111
Romanze pour cor et quatuor à cordes en la  majeur
- Joseph Haydn

Cassation pour 4 cors et cordes en ré majeur, H2 n°D22 (1763)
Cassation pour hautbois, basson, 2 cors et cordes en fa majeur, H2 n°F2
Partita pour 2 clarinettes, 2 cors, 2 bassons et contrebasse en si  majeur
Partita pour 2 hautbois, 2 clarinettes, 2 cors et 2 bassons en mi  majeur, H2 n°Eb12
Divertimento pour 2 clarinettes et 2 cors
- Franz Anton Hoffmeister

Nocturnes n° 4 et 5 pour hautbois, cor, 2 violons et basson
Partita pour 2 hautbois, 2 clarinettes, 2 cors et 2 bassons
- Nikolaus von Krufft

Variations pour cor et piano
- Ignaz Moscheles

Sextuor, op. 35 pour piano, violon, flûte, 2 cors et violoncelle (1815)
Duo, op. 63 pour cor et piano
Septuor, op. 88 pour cordes, clarinette et cor (1832-33)
- Wolfgang Amadeus Mozart

Quintette en mi bémol majeur pour cor, violon, 2 altos et violoncelle, K.407
Quintette en mi bémol majeur pour piano, hautbois, clarinette, cor et basson, K.452
- Antoine Reicha

Trios pour 3 cors, op. 82
Trios pour 2 cors et violoncelle, op. 93
Quintettes pour quintette à vent, op. 100
Quintette pour cor et quatuor à cordes, op. 104
Quintette pour cor et quatuor à cordes, op. 106
- Ferdinand Ries

Sonate, op. 34 en fa majeur pour cor et piano
Introduction et Rondo, op. 113 en mi  majeur pour cor et piano
- Gioachino Rossini

Prélude, Thème et Variations pour cor et piano
Introduction, Andante et Allegro, Fantaisie pour cor et piano
6 quatuors pour flûte, clarinette, cor et basson
Le rendez-vous de chasse pour 4 cors
- Carl Stamitz

Trio pour cor, violon et violoncelle en mi♭

### Romantique
- Johannes Brahms

Trio pour piano, violon et cor en Mi♭, op. 40
- Anton Bruckner

Messe n°1 pour alto solo, 2 cors et orgue
- Alexandre Glazounov

Rêverie pour cor et piano
- Charles Gounod

Petite Symphonie pour flûte, 2 hautbois, 2 clarinettes, 2 cors et 2 bassons (1888)
Six mélodies pour cor
- Heinrich von Herzogenberg

Trio, op. 61 pour piano, hautbois et cor
- Carl Reinecke

Trio en la mineur, op. 188 pour hautbois, cor et piano
Trio op. 274 pour clarinette, cor et piano
- Nikolaï Rimski-Korsakov

Notturno pour 4 cors
- Franz Schubert

Auf dem Strom pour ténor, cor et piano
Mailied pour 2 voix et 2 cors, D199
Mailied pour 2 voix et 2 cors, D202
Der Morgenstern pour 2 voix et 2 cors, D203
Jägerlied pour 2 voix et 2 cors, D204
Lützow's Wilde Jagd pour 2 voix et 2 cors, D205
- Robert Schumann

Adagio et Allegro pour cor et piano, op. 70 (1849)
Cinq chants de Chasse pour chœur d'homme et 4 cors, op. 137 (1849)
Konzertstück pour 4 cors et orchestre en fa majeur, Op. 86
- Franz Strauss

Empfindungen am Meere, op. 12
Fantaisie, op. 2
Les Adieux
Nocturne, op. 7
Thèmes et Variations, op. 13

### Moderne
- Samuel Adler

Sonata pour cor et piano
- Hugo Alfvén

Notturno Elegiaco pour cor et orgue, op. 5 (1898)
- Eugène Bozza

Chant Lointain pour cor et piano  (1957)
En Forêt pour cor et piano, op. 40 (1941)
Sur les Cimes pour cor et piano (1960)
En Irlande pour cor et piano (1951)
Suite pour quatre cors (1951)
- Reinhold Glière

Intermezzo pour cor et piano n° 11, op. 35
Nocturne pour cor et piano n° 10, op. 35
Romance pour cor et piano n° 6, op. 35
Valse Triste pour cor et piano n° 7, op. 35
- Paul Hindemith

Sonate pour cor et piano (1939)
Sonate pour cor alto en Mi♭ et piano (1943)
Sonate pour 4 cors (1952)
- Charles Koechlin

Sonate pour cor, op. 70
- Hermann Neuling

Bagatelle pour cor grave et piano
- Francis Poulenc

Élégie pour cor et piano « In memory of Dennis Brain » (1957)
Sextuor pour piano, flûte, hautbois, clarinette, cor et basson
Sonate pour cor, trompette et trombone
- Richard Strauss

Andante pour cor et piano, op. 86a posthume (1888)
Introduction, Thème et Variations pour cor et piano, op. 52 (1878)
- Nicolas Tcherepnine

Six Pièces pour 4 cors

### Contemporain
- Alain Abbott

Alla Caccia pour cor et piano
- David Amram (en)

Concerto Shakespearien pour hautbois, 2 cors et cordes
Concerto pour cor et orchestre symphonique à vent («Concerto for horn and wind symphony)orchestra»
Three songs for marlboro pour cor et violoncelle
Trio pour saxophone ténor, cor et basson
- Malcolm Arnold

Quintette de cuivres n° 1, op. 73 (1961)
Quintette de cuivres n° 2, op. 132 (1987)
- Karol Beffa

Five o'clock, pour quintette à vent (2015)
Buenos Aires, pour quintette de cuivre (2010)
- Jean-Thierry Boisseau

Epanalepse pour quatre cors et orgue (2005)
Le Jardin des délices pour flûte, hautbois, clarinette, basson, cor et quintette à Cordes (2005)
Le Vent, peut-être... pour deux trompettes, cor, trombone et tuba (2005)
- Benjamin Britten

Sérénade pour ténor, cor et cordes (1943)
Now sleeps the crimson petal pour ténor, cor et cordes (1943)
Cantique n° 3 « Still Falls the Rain » pour ténor, cor et piano (1954)
The Heart of the Matter pour narrateur, ténor cor et piano (1956)
- Arthur Butterworth

Morris Dancers pour quatuor de cors
- Carson Cooman

Giant Colored Bird III pour 8 cors
In What Times Remains pour deux trompettes, cor, trombone et tuba (2005)
Shining Space pour cor et quatuor à cordes (2006)
Solar Visions pour flûte, hautbois, clarinette, basson et cor (2005)
Sonata for Brass Choirs pour 3 trompettes, 3 cors, 2 trombones et tuba (1999)
- Jean-Michel Damase

Aspects (1998)
Berceuse, op.19 (1951)
Pavane Variée (1992)
Sonate (1996)
- Jean Françaix

Canon à l'octave pour cor et piano (1953)
Danses exotiques pour 2 flûtes piccolo, 2 hautbois, 2 clarinettes, 2 bassons, 2 cors, trompette et percussions (1981)
Franz Schubert, Trois Marches Militaires pour 2 flûtes, 2 hautbois, 2 clarinettes, 2 bassons, 2 cors (1987)
Frédéric Chopin, Trois Écossaises et Variations sur un Air populaire allemand pour 2 flûtes piccolo, 2 hautbois, 2 clarinettes, 2 bassons, 2 cors (1989)
Le gai Paris pour trompette et flûte, 2 hautbois, 2 bassons, cor, contrebasson, 2 trompettes (1974)
L'Heure du Berger pour flûte, hautbois, 2 clarinettes, 2 bassons, cor, trombone et piano (1947)
Mozart new-look pour contrebasse, 2 flûtes, 2 hautbois, 2 clarinettes, 2 bassons, 2 cors (1981)
Musique pour faire Plaisir pour 2 flûtes, 2 hautbois, 2 clarinettes, 2 bassons, 2 cors (1984)
Neuf Pièces Caractéristiques pour 2 flûtes, 2 hautbois, 2 clarinettes, 2 bassons, 2 cors (1973)
Notturno e Divertimento pour quatuor de cors (1987)
Octuor pour clarinette, cor, basson, hautbois, 2 violons, alto, violoncelle, contrebasse, flûte (1972)
Onze Variations pour contrebasse et 2 hautbois, 2 clarinettes, 2 bassons, 2 cors, trompette (1982)
Pour remercier l'Auditoire pour flûte, clarinette, cor, violon, violoncelle et piano (1994)
Quasi improvisando pour 2 flûtes piccolo, 2 hautbois, 2 clarinettes, 2 bassons, 2 cors, trompette (1978)
Quintette à vent n°1 pour flûte, hautbois, clarinette, cor et basson (1948)
Quintette à vent n°2 pour flûte, hautbois, clarinette, cor et basson (1987)
Sept Danses pour 2 flûtes, 2 hautbois, 2 clarinettes, 2 bassons, 2 cors (1971)
Sixtuor pour flûte, hautbois, clarinette, basson, cor et clarinette basse (1991)
Variations sur un thème plaisant pour 2 flûtes, 2 hautbois, 2 clarinettes, 2 bassons, 2 cors et piano (1976)
- Bruno Giner

Ambos pour 2 cors, commandé par le CNSMD de Paris (2012-2013)
Cor à Corps pour cor et percussions (2006)
Brax pour quatuor de cors (2025)
- Gordon Jacob

Scherzo for Brass pour 2 trompettes, cor et trombone (1952)
- Jan Koetsier (en)

Cinq Nouvelles pour quatuor de cors, op. 34a (1947)
- Bernhard Krol

Basler Romanze pour quatuor de cors
Hubertus Serenade pour quatuor de cors, op. 102
Missa Muta pour cor et orgue, op. 55
- György Ligeti

Six Bagatelles pour quintette à vent (1953)
- Irina Litvinenko

Quintette de cuivres pour 2 trompettes, cor, trombone et tuba, op. 16 (1990)
- Jean-Yves Malmasson

Figurines pour quintette de cuivres
- John Mccabe

Canzona pour vents et percussions (1970)
Dance-Movements pour cor, piano et violon (?) (1967)
Fantasy pour quatuor de cuivres (cor, 2 trompettes, trombone) (1965)
Rounds pour quintette de cuivres (1967)
Symphony pour dix instruments à vent (1964)
The Goddess Trilogy pour cor et piano
The Castle of Arianrhod (1973)
Floraison (1975)
Shape-Shifter (1975)
- Max Méreaux

Fantaisie, Choral et Fugue pour deux cors
Divertimento pour quatre cors en fa
Talisman pour cor et piano
Solstice pour quintette à vent
Noctuor pour deux hautbois, deux clarinettes, deux cors et deux bassons
Cosmogonie pour flûte, hautbois, clarinette en la, basson, cor en fa, clavecin et quatuor à cordes.
- Jiří Pauer

Trio pour trio de cors (1986)
- Thierry Pélicant

Sonate pour cor et piano
La partition, quintette pour clarinette, cor anglais, cor, basson et piano, JP27
Les sept piliers de la sagesse pour 2 hautbois, 2 clarinettes, 2 cors, 2 bassons, contrebasse, JP32
La conférence des oiseaux pour 2 hautbois, 2 clarinettes, 2 cors, 2 bassons, harpe et contrebasse, JP42
- Werner Pirchner

Born for Horn pour quatuor de cors, PWV 36 (1989)
Tirol? pour 2 cors, ou cor et tuba, ou cor et trombone, PWV 65 (1993)
Palmsonntag im Künstlerzimmer pour violon et cor, PWV 71 (1994)
- Corrado Maria Saglietti (it)

Suite pour cor et quatuor à cordes (1992)
- David Solomons

Petticoat Lane pour cor et piano
Two Pieces pour quintette de cuivres
- Christophe Sturzenegger

Anakrôn III pour octuor de cors
Symphonic Dances pour octuor de cors
3 Equales pour trio de cors
- Germaine Tailleferre

Choral et Deux Variations pour quintette de cuivres
- Henri Tomasi

Chant Corse pour cor et piano
Cinq Danses profanes et sacrées pour cor et piano
Petite Suite pour quatuor de cors
Printemps pour sextuor à vent (1964)
Quintette à vent (1952)
Variations sur un thème corse pour quintette à vent (1925)
- Kerry Turner

Chaconne pour trio de cors (1994)
Quartet-After-Four pour cor, violon et piano (1996)
Fanfare for Barcs pour quatuor de cors (1989)
Quartet Nr. 1 pour quatuor de cors (1986)
Variations on a Luxembourgish Folk Song pour quatuor de cors(1986)
Quartet Nr. 2 "Americana" pour quatuor de cors(1988)
Fiesta Fanfare pour quatuor de cors ou de trompettes (1990)
Quartet Nr. 3 pour quatuor de cors (1992)
Unlikely Fusion: Prologue and Epilogue pour quatuor de cors, tuba, clavecin et violon (1993)
Fandango pour quatuor de cors (1996)
Quartet Nr. 4 pour quatuor de cors (1996)
Suite pour tuba solo et quatuor de cors (1999)
Barbara Allen – fantasy piece pour 4 (ou 8) cors (2000)
Three Movements pour quatuor de cors (2003)
Rule Britannia! pour quatuor de cors (2003)
Casbah of Tetouan pour quintette de cors (1990)
The Ghosts of Dublin pour octuor de cors (2000)
Symphony of Carols pour octuor de cors (dont 2 cors des alpes optionnels) (2004)
Farewell to Red Castle pour octuor de cors (1995)
Take 9 Fanfare pour 9 cors (2001)
Bandera pour trompette, cor, trombone et piano (ou marimba) (1987)
'Twas a Dark and Stormy Night pour cor et orgue (ou piano) (1989)
Six Lives of Jack McBride pour voix ténor, cor, violon et piano (1993)
Ghost Riders pour 2 cors, 2 trompettes, 2 trombones, trombone basse et tuba (1994)
The Pocono Menagerie pour trompette, cor, tuba (ou euphonium) et piano (1994)
Rhapsody pour quintette à vent et quatuor à cordes (2001)
- Bernhard Weber

Quartett Nr. 1 (1968)
Quartett Nr. 2 (1971)
- Paul Wehage

Motet pour quintette de cuivres (1999-2005)

## Œuvres concertantes
Compositions pour cor accompagné par un piano ou un orchestre.

### Baroque
- Christoph Förster

Concerto en mi♭ pour cor et orchestre

### Classique
- Johann Georg Albrechtsberger

Concerto pour cor en fa
- Ludwig van Beethoven

Sonate pour cor et piano, op. 17 (1800)
- Agostino Belloli

Concerto pour cor naturel
- Franz Danzi

Concerto pour cor en la majeur
- Louis-François Dauprat

Concerto pour cor et orchestre n° 1, op. 1
Concerto pour cor et orchestre n° 2, op. 9
Concerto pour cor et orchestre n° 3, op. 18
Concerto pour cor et orchestre n° 4, op. 19, «Hommage à la Mémoire de Punto»
Concerto pour cor et orchestre n° 5, op. 21
Concertino pour cor
- Joseph Fiala

Concerto en mi  pour 2 cors et orchestre
- Michael Haydn

Concertino pour cor en ré majeur, P 134
- Joseph Haydn

Concerto pour cor n° 1 en ré, H7d n°3
Concerto pour cor n° 2 en ré, H7d n°4
Concerto pour 2 cors en mi bémol majeur
- Franz Anton Hoffmeister

Concerto n° 1 pour cor et orchestre (1784)
Concerto n° 1 pour 2 cors et orchestre (1792)
Concerto n° 2 pour 2 cors et orchestre
Romance pour 3 cors et orchestre
- Nikolaus von Krufft

Sonate pour cor et piano
- Friedrich Kuhlau

Concertino pour 2 cors et orchestre
- Leopold Mozart

Concerto pour 2 cors en mi (1752)
Concerto pour cor en ré
- Wolfgang Amadeus Mozart

Rondo pour cor et orchestre en mi bémol, K. 371 (1781)
Concerto pour cor n° 1 en ré, K.412 (1782)
Concerto pour cor n° 2 en mi bémol, K.417 (1783)
Concerto pour cor n° 3 en mi bémol, K.447 (1783)
Concerto pour cor n° 4 en mi bémol, K.495 (1786)
- Joseph Reicha

Concerto en mi pour 2 cors, op. 5
Introduction et Rondo en fa pour cor et orchestre
- Ferdinand Ries

Concerto, op. 19 pour deux cors (1811)
- Carl Stamitz

Concerto pour cor, orchestre à corde, 2 flûtes et 2 cors, CON 138

### Romantique
- Franz Danzi

Sonate, op. 28
- Heinrich Hübler

Concerto pour 4 cors et orchestre
- Johann Wenzel Kalliwoda

Introduction et Rondo op. 51 pour cor et orchestre
- Karl Matys

Concerto pour cor n° 1
Concerto pour cor et orchestre n° 2, op. 24
Concerto pour cor n° 3, op.39
Concerto pour cor n° 4
- Ferdinand Ries

Sonate pour cor et pianoforte, op. 34
- Camille Saint-Saëns

Morceau de concert, op. 94, pour cor et orchestre ou piano
Romance en fa pour cor et orchestre, op. 36
Romance en mi pour cor et orchestre, op. 67
- Robert Schumann

Konzertstück pour 4 cors et orchestre, op. 86 (1849)
- Franz Strauss

Concerto en do mineur, op. 8 (1867)
- Carl Maria von Weber

Concertino en mi mineur, op. 45 (1815)

### Moderne
- Paul Dukas

Villanelle pour cor et orchestre (ou piano)
- Reinhold Glière

Concerto pour cor en si♭ majeur, op. 91 (1951)
- Alexandre Goedicke

Concerto pour cor en fa mineur, op. 40 (1929)
- Paul Hindemith

Concerto pour cor et orchestre (1949)
- Heinrich Hübler

Concerto en fa pour 4 cors et orchestre
- Richard Strauss

Concerto pour cor no 1 en mi♭ majeur, op. 11 (1883)
Concerto pour cor no 2 en mi♭ majeur, op. 132 (1942)

### Contemporain
- Jean-Louis Agobet

Concerto scorrevole pour cor et orchestre (2006)
- David Amram

Concerto pour cor et orchestre (ou piano)
- Malcolm Arnold

Concerto pour cor et orchestre n° 1, op. 11 (1945)
Concerto pour cor et orchestre à cordes n° 2, op. 58 (1956)
- Alexander Arutiunian

Concerto pour cor (1985)
- Kurt Atterberg

Concerto pour cor
- Jean-Paul Baumgartner

Ouverture et Scherzo (Amicalement à Jean-Jacques Werner) pour cor et piano
- Georges Barboteu

Pièce pour Quentin (À Michel Cantin) pour cor et piano (1982)
Medium (In Mémoriam : François Brichard), pour cor et piano (1987)
- Marc Bleuse

Décor pour un cor pour cor et piano
- Arthur Butterworth

Romanza pour cor et cordes (1954)
- Olivier Calmel

Call Of Cthulhu pour quatuor de cors et orchestre (2018)
- Jacques Castérède

Western pour cor et piano
- Alfred Desenclos

Préambule, complainte et final pour cor et piano
Cantilène et divertissement pour cor et piano
- Jean Françaix

Divertimento pour cor et orchestre (ou piano) (1959)
- Robin Holloway

Sonate pour cor et orchestre, op. 43a
Adagio and Rondo pour cor et orchestre, Op 43b
Concerto pour cor, op.43
Serenata Notturna pour cor et orchestre, op. 52
- Gordon Jacob

Concerto pour cor et orchestre à cordes (1951)
- Bernhard Krol

Concerto barocco pour cor et orchestre, op. 86
Corno concerto (Study in jazz) pour cor et orchestre jazz, op. 29
Figaro-Metamorphosen pour cor et orchestre à cordes, op. 61
- Aubert Lemeland

De longs nuages ... au loin (À Pierre-Yves Courtis) pour cor et piano
- Alain Margoni

Sur un thème de John Bull (À Jean-Noël Melleret) pour cor et piano
- Jiří Pauer

Concerto pour cor et orchestre (1958)
- Thierry Pélicant

Sonate pour cor et piano, JP 12 (1988)
- Roland Schoelinck

Infinitude Concerto pour cor et orchestre symphonique créé par Jean-Pierre Dassonville
Vent Dominant Concerto pour 4 cors et grand orchestre d'harmonie créé et enregistré par le Quatuor Olifant
Soft Breath Pièce de Jazz pour cor et piano créé par Lionel Surin
- Christophe Sturzenegger

The two Léa's songs pour cor et piano
2 Légendes pour cor et piano
- Henri Tomasi

Concerto pour cor et orchestre (1955)
- Kerry Turner

Introduction and Main Event pour 4 cors et orchestre (1992)
Sonate pour cor et piano (1989)
Concerto pour cor grave et orchestre de chambre (1995)
- Alec Wilder

Sonata n°3 (for Tait and John Barrows) pour cor et piano (1970)
- John Williams

Concerto pour cor et orchestre créé par Dave Clevenger

## Œuvres orchestrales
Musique symphonique comprenant une partie de cor importante, comme un solo.

### Baroque
- Jean-Sébastien Bach

Concerto Brandebourgeois n°1
Cantate nº 14 Wär Gott nicht mit uns diese Zeit
Messe en si mineur: Quoniam tu solus sanctus
- Georg Friedrich Haendel

Giulio Cesare in Egitto: air Va tacito e nascosto

### Classique
- Joseph Haydn

Symphonie no 31 Sonnerie de cor (1765)
Symphonie no 51 (1773) : 2e mouvement particulièrement remarquable.
- Wolfgang Amadeus Mozart

Symphonie no 25, KV 183
- Étienne Nicolas Méhul

Ouverture de l'opéra Le Jeune Henri, scène de chasse à 8 cors (1791)
- Ludwig van Beethoven

Symphonie no 5, op. 67 (1808)
Symphonie no 6 « Pastorale », op. 68 (1808)
Symphonie no 7, op. 92 (1813)
Symphonie no 8, op. 93 (1814)
Symphonie no 9 « Ode à la joie », op. 125 (1824), partie de cor 4
- Gioachino Rossini

Ouverture du Turc en Italie (1814)
Ouverture de Sémiramis (1823)

### Romantique
- Johannes Brahms

Symphonie no 1, op. 68 (1876)
Symphonie no 2, op. 75 (1877)
Symphonie no 4, op. 98 (1885)
Concerto pour piano no 2, op. 83 (1881)
Ouverture pour une fête académique, op. 80 (1880), cor 3
Sérénade, op. 11 (1857)
- Anton Bruckner

Symphonie no 4 « Romantique » (1881)
Symphonie no 7 (1883)
Symphonie no 8 (1890)
- Piotr Ilitch Tchaïkovski

Symphonie no 5 (1888)
- Carl Maria von Weber

Der Freischütz (1821)
- Gustav Mahler

Symphonie no 3 (Premier thème, joué uniquement aux 8 cors à l'unisson, et dérivé du finale de la 4e symphonie de Brahms}
Symphonie no 5

### Moderne
- Hugo Alfvén

Rhapsodie suédoise nº 1 « Midsommarvaka », op. 19 (1908)
Rhapsodie suédoise n° 2 « Uppsalarapsodi », op. 24 (1907)

### Contemporain
- John Adams

Short Ride in a Fast Machine (1986)
- Karol Beffa

Paradis artificiels
- Alban Berg

Trois pièces pour orchestre, op. 6 (1914)
- Leonard Bernstein

West Side Story, Symphonic Dances (1961)
Ouverture de Candide (1956)
- Max Méreaux

Pentacle pour orchestre
- Olivier Messiaen

Des Canyons aux Étoiles ..., solo de cor dans Appel insterstellaire (1974)